# Gerontha namhaensis
Gerontha namhaensis är en fjärilsart som beskrevs av Alexander Georgievich Ponomarenko och Park 1996. Gerontha namhaensis ingår i släktet Gerontha och familjen äkta malar. Inga underarter finns listade i Catalogue of Life.